# 胡利奥·阿科斯塔·加西亚
胡利奥·阿科斯塔·加西亚（西班牙語：Julio Acosta García；1872年5月23日—1954年9月6日），哥斯达黎加政治家、外交官。出生于阿拉胡埃拉，曾担任立法大会议员，阿拉胡埃拉省省长、驻萨尔瓦多总领事、外交部长等职务，1917年因军人蒂诺科推翻民选政府而流亡尼加拉瓜，蒂诺科下台后，阿科斯塔回到哥斯达黎加，并于1920年至1924年担任该国总统。1924年卸任后，阿科斯塔仍然继续活跃于哥斯达黎加政坛，并于二战结束后以外交部长的身份代表哥斯达黎加签署了《联合国宪章》，1948年卸任外长并退出政坛。

## 早年生涯
胡利奥·阿科斯塔·加西亚于1872年5月23日出生于哥斯达黎加阿拉胡埃拉省圣拉蒙，父亲是胡安·比森特·阿科斯塔·查韦斯（西班牙語：Juan Vicente Acosta Chaves），母亲是赫苏斯·加西亚（西班牙語：Jesús García Zumbado）:11-12。阿科斯塔早年在卡塔戈的圣路易斯学院就读，毕业后，他回到家乡阿拉胡埃拉的香蕉种植园工作，直到1896年步入政坛:13。
1896年，阿科斯塔当选为哥斯达黎加共和国立法大会议员，代表阿拉胡埃拉选区，任期四年，并于1902年再度当选:16。1906年卸任后，阿科斯塔转任阿拉胡埃拉省省长。1907年，他被哥斯达黎加政府任命为驻萨尔瓦多总领事，后来升任大使并于1910年与当地妇女埃莱娜·加耶戈斯·罗萨莱斯结婚:19，婚后二人生下一女蘇蕾（西班牙語：Zulay）:27。1912年，阿科斯塔回到哥斯达黎加并出任抵押信贷银行行长。
1915年，阿科斯塔获阿尔弗雷多·冈萨雷斯·弗洛雷斯总统任命为外交、司法兼宗教事务部部长:29，在任期间，他重视与邻国的外交沟通，并出访了当时中美洲所有的独立国家。1917年，军人费德里科·蒂诺科·格拉纳多斯发动政变推翻冈萨雷斯建立独裁统治，阿科斯塔因此被迫流亡到尼加拉瓜，在该国总统埃米利亚诺·查莫罗·瓦加斯的支持下，他在尼加拉瓜秘密组织了反对蒂诺科的武装起义。

## 担任总统
1919年，蒂诺科在民众的反抗下被迫宣布辞职，胡安·鲍蒂斯塔·基罗斯·塞古拉及弗朗西斯科·阿吉拉尔·巴尔克罗先后出任临时总统，阿吉拉尔在任期间，哥斯达黎加恢复举办了总统大选，阿科斯塔最终以89.1%绝对优势击败了民主党候选人何塞·玛丽亚·索托·阿尔法罗，当选为新一任总统，并于翌年5月8日正式就职。
阿科斯塔就任不久，哥斯达黎加便与南边邻国巴拿马因领土争端爆发了冲突，1921年2月，哥斯达黎加政府指控巴拿马在科托修筑军事堡垒，违反了1900年签订的《卢贝裁决》以及1910年签订的《安德森—波拉斯公约》的内容，因此阿科斯塔决定派军官埃克托·苏尼加·莫拉（西班牙語：Héctor Zúñiga Mora）率师收复科托:372，但遭巴拿马军队击败；又派出另一支部队攻入博卡斯德尔托罗，并接连取得胜利:373。而为了维护联合果品公司在当地的利益，美国派出了宾夕法尼亚号战舰前往巴拿马奇里基附近的海面:375，又派出萨克拉门托号巡洋舰前往哥、巴两国在大西洋畔的海岸线，要求两国停战，并迫使巴拿马接受1914年由美国首席大法官爱德华·道格拉斯·怀特做出的领土裁决。最终，哥斯达黎加放弃了对博卡斯德尔托罗的主权声索，而巴拿马则将科托一带的领土移交给哥斯达黎加:376-378。1922年，哥斯达黎加建立了卫生与公共健康秘书处，以负责该国公共医疗保健，并于翌年以法律形式规范了该国政府在公共卫生领域的职责。在阿科斯塔任内，哥斯达黎加共和国立法大会建立了主管审计的部门，以对政府财政进行獨立的檢查；还通过了廉租房法，以保障城市居民的住房权益。

## 卸任及逝世
1924年，胡利奥·阿科斯塔届满卸任，将政权交接给新当选的里卡多·希门尼斯·奥雷亚穆诺，1932年，希门尼斯第三度担任总统，阿科斯塔成为其副手，1936年卸任后，他于1938年第三度当选为哥斯达黎加共和国立法大会议员，代表圣何塞省选区，1941年卸任并转而出任哥斯达黎加国家电力公司总裁，1942年至1944年担任哥国社会保障基金经理。1944年，阿科斯塔获特奥多罗·皮卡多·米查尔斯基任命，再度担任外交部长，期间，他于1945年代表哥斯达黎加前往美国旧金山签署了《联合国宪章》。1948年卸任外长并退出政坛，1954年，阿科斯塔在首都圣何塞逝世。